# 国会 (グレナダ)
国会（こっかい、英語: Parliament of the State of Grenada）は、グレナダの立法府である。

## 概要
上院に相当する元老院と下院に相当する代議院の両院で構成する。